# U-Bahnhof Rajská zahrada

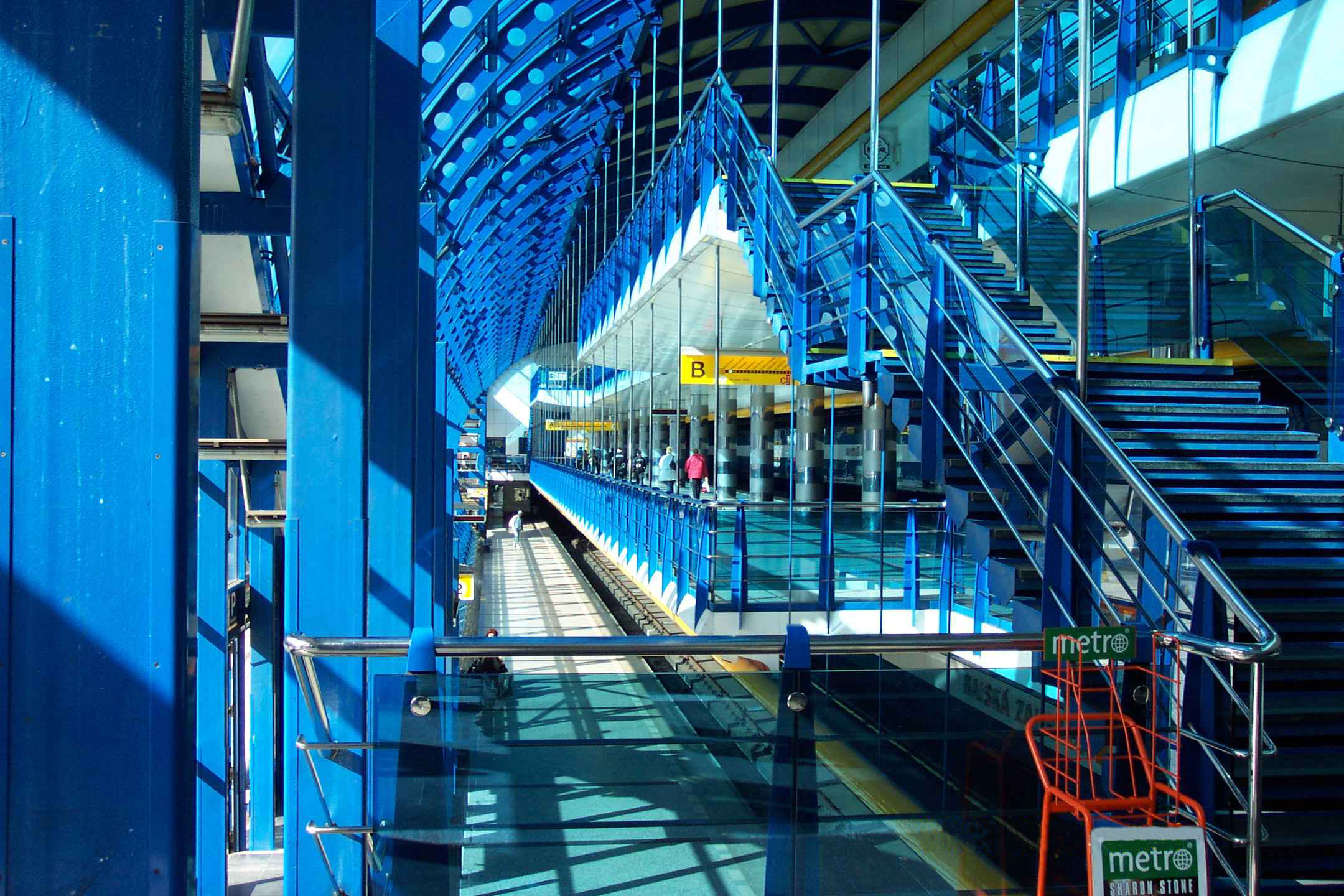
U-Bahnhof Rajská zahrada, Blick auf beide Bahnsteigebenen

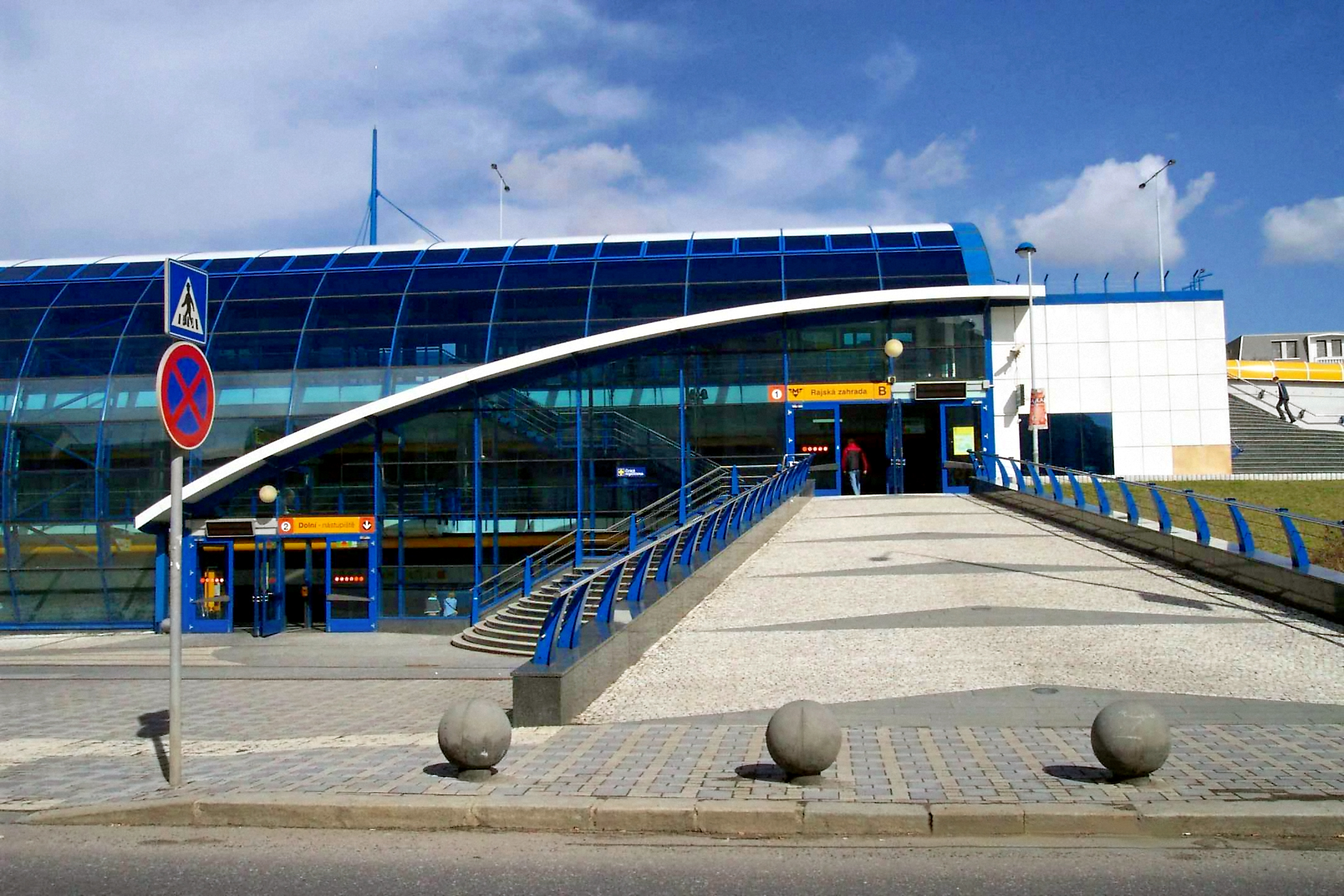
Behindertengerechter Zugang zur oberen Ebene

Rajská zahrada (deutsch etwa: Paradiesgarten) ist ein U-Bahnhof der Prager Metro. Der Bahnhof liegt in der Siedlung Černý Most, unmittelbar an der Straße Chlumecká, im Nordosten der Stadt. Der U-Bahnhof ist der vorletzte am östlichen Ende der Linie B und wurde am 8. November 1998 eröffnet; er besitzt zwei Bahnsteige, je 102 Meter lang und 7,5 Meter (oberer Bahnsteig) beziehungsweise 4,2 Meter (unterer Bahnsteig) breit.
Der U-Bahnhof Rajská zahrada ist für Prager Verhältnisse ungewöhnlich, da er sich direkt auf Straßenniveau befindet. Der U-Bahn-Tunnel aus Richtung Innenstadt/Hloubětín mündet direkt in den Bahnhof und in Richtung Černý Most schließt ein oberirdischer Tunnel an. Des Weiteren befinden sich beide Gleise auf unterschiedlichen Ebenen. Auf einer dritten Ebene sind diverse Geschäfte zu finden. Wegen seiner Gesamtkonstruktion aus blauen Stahlgerüsten und blau gefärbtem Glas gilt er als postmodernes Meisterwerk der Prager U-Bahnarchitektur und erhielt daher auch im Jahre 1999 das Prädikat „Bauwerk des Jahres“. Die Architekten sind die Ingenieure Patrik Kotas und Jaroslav Kácovský.
Am 10. Dezember 2023 ging an der nahen Bahnstrecke Lysá nad Labem–Praha eine gleichnamige Haltestelle als Verknüpfung zum regionalen Eisenbahnverkehr neu in Betrieb.